# Richard Chancellor
Richard Chancellor (Bristol, 1521 - mar del Norte, 10 de noviembre de 1556) fue un explorador y navegante británico, el primer inglés en penetrar en el mar Blanco y establecer relaciones con Rusia. Murió en un naufragio al regreso de su segundo viaje del mar Blanco y fue uno de los fundadores de la Compañía de Moscovia.

## Biografía
Richard Chancellor, nativo de Bristol, adquirió competencia geográfica y marítima con el explorador Sebastian Cabot y el geógrafo John Dee. Cabot había estado siempre interesado en hacer un viaje a Asia a través del océano Ártico, y, tras haber navegado casi toda su vida para el reino de España —habiendo llegado a capitán general y dirigido un fracasado viaje a las Indias— había regresado a Inglaterra en 1547 tras retirarse. Al ya anciano y experimentado marino, el rey Eduardo VI le concedió una pensión vitalicia y le nombró gran piloto del reino. Cabot convenció entonces al rey que amparara la realización de nuevas exploraciones, auspiciadas por el favor real y con el sufragio de los comerciantes ingleses.

### LaCompañía de mercaderes aventureros
En 1551, en Londres, Sebastian Cabot, Hugh Willoughby y Chancellor fundaron una compañía comercial, la «Mystery and Company of Merchant Adventurers for the Discovery of Regions, Dominions, Islands, and Places unknown» («Misterio y Compañía de aventureros mercantes para el descubrimiento de regiones, dominios, islas y lugares desconocidos»), una compañía que tenía a John Dudley, I duque de Northumberland como principal mecenas y a Cabot como director. Se esperaba con ella no sólo descubrir una nueva ruta comercial a Oriente, la tan buscada Ruta del Mar del Norte, sino también encontrar nuevos mercados para los paños de lana ingleses. Esa Compañía de aventureros mercantes (1552-53) será el antecedente de la Muscovy Company (o Compañía de Moscovia).

### Primera expedición al Ártico (1553-54)
La primera expedición de la compañía se encomendó a Willoughby, más por sus dotes de liderazgo más que por su corta experiencia como navegante. La expedición constaba de tres barcos: el Bona Esperanza, al mando de Willoughby; el Edward Bonaventure, al mando de Chancellor, que actuaba como segundo y como piloto jefe; y el Bona Confidentia, al mando de Cornelius Durfoorth. 
Los buques partieron de Londres el 10 de mayo de 1553 y un terrible torbellino («terrible whirlwinds») en el mar de Noruega, frente a las islas Lofoten, separó el barco de Chancellor del resto de la flota. El 14 de septiembre Willoughby logró alcanzar el cabo Norte, cerca de la actual frontera entre Finlandia y Rusia, y puso rumbo este, internándose en el actual mar de Barents (en ese momento mar de Murmansk), en dirección al archipiélago de Nueva Zembla. Tras reconocer las costas del archipiélago, emprendieron el regreso a Escandinavia. Próximos a la boca del río Arzina, cerca de Múrmansk, los barcos quedaron atrapados en el hielo. Ni los barcos ni la tripulación, de unos 70 hombres, estaban preparados para el duro invierno polar, y después de varios intentos fallidos para lograr escapar del hielo, murieron todos, probablemente por congelación o inhalación de anhídrido carbónico. Fueron encontrados por pescadores rusos un año después, apareciendo el diario de a bordo del capitán Willoughby. 
A su vez, Chancellor, con el buque Edward Bonaventure, encontró la entrada del mar Blanco y logró echar anclas en el puerto de Arcángel. Cuando el zar Iván el Terrible supo de la llegada de Chancellor, invitó inmediatamente a los exóticos viajeros a visitar Moscú para una audiencia en la corte real. Chancellor hizo el viaje de más de 1 000 km a Moscú a través de un país cubierto de nieve y hielo. Encontró Moscú muy grande (mucho más grande que Londres) aunque con construcciones muy primitivas, ya que la mayoría de las casas eran de madera. Sin embargo, el palacio del zar era muy lujoso, así como las cenas que ofreció en honor a Chancellor. Al zar ruso le complacía abrir rutas comerciales marítimas con Inglaterra y otros países, ya que Rusia aún no tenía en esa época una conexión con el mar Báltico y toda la zona era reivindicada por las potencias vecinas de la Mancomunidad de Polonia-Lituania y el Imperio sueco. Además, la Liga Hanseática tenía el monopolio sobre el comercio entre Rusia y Europa Occidental y Central. Chancellor también estaba esperanzado, encontrando un buen mercado para su lana inglesa y augurando una buena recepción de las pieles rusas y otros bienes a cambio. El zar le dio cartas para llevar a Inglaterra de invitación a los comerciantes británicos, prometiéndoles privilegios comerciales.

### Segunda expedición al mar Blanco (1555-56)
Cuando Chancellor regresó a Inglaterra en el verano de 1554, el rey Eduardo había muerto, y su sucesora, María I de Inglaterra, había ejecutado a Northumberland para poner en su lugar a lady Juana Grey. La reina nada tenía contra Chancellor y la Compañía de Moscovia, como la asociación se llamaba entonces, y le envió de nuevo al mar Blanco en 1555. En ese viaje Chancellor se enteró del trágico destino de Willoughby, recuperó sus papeles y los barcos y encontró las notas sobre el descubrimiento de Nueva Zembla. Chancellor pasó el verano de 1555 tratando con el zar, organizando las partidas comerciales y tratando de aprender como podría alcanzar China por la ruta norte.
En 1556 Chancellor partió de regreso a Inglaterra, llevando con él a Osep Nepeja, el primer embajador ruso a su país. Dejaron Arcángel en el otoño, con una flota de barcos compuesta por el Edward Bonadventure, el Philip and Mary y los dos barcos recuperados de Willoughby. En octubre/noviembre, con el invierno próximo, la flota trató de pasar el invierno en el fiordo de Trondheim, en la costa oriental de Noruega. El Bona Esperanza se hundió, el Bona Confidentia pareció entrar en el fiordo, aunque nunca más se supo de él, y el Philip and Mary invernó con éxito en el interior del fiordo, llegando a Londres el día 18 de abril de la primavera siguiente. El Edward Bonadventure decidió no entrar para invernar e intentar llegar a tiempo a la costa escocesa, pero naufragó en el Pitslago el 7 de noviembre. Chancellor perdió la vida, aunque el enviado ruso sobrevivió y logró llegar finalmente a Londres.
Aunque Chancellor murió, había encontrado una nueva manera de llegar por mar a Rusia,y  esa ruta permaneció durante años como la única ruta viable para los ingleses. Con el tiempo sería sustituida por otras rutas mejores.

## En la ficción
Chancellor aparece como un importante personaje en la novela The Ringed Castle, quinta de las seis novelas de la serie de ficción histórica Lymond Chronicles, de Dorothy Dunnett.